# St. Ottilia (Aue)

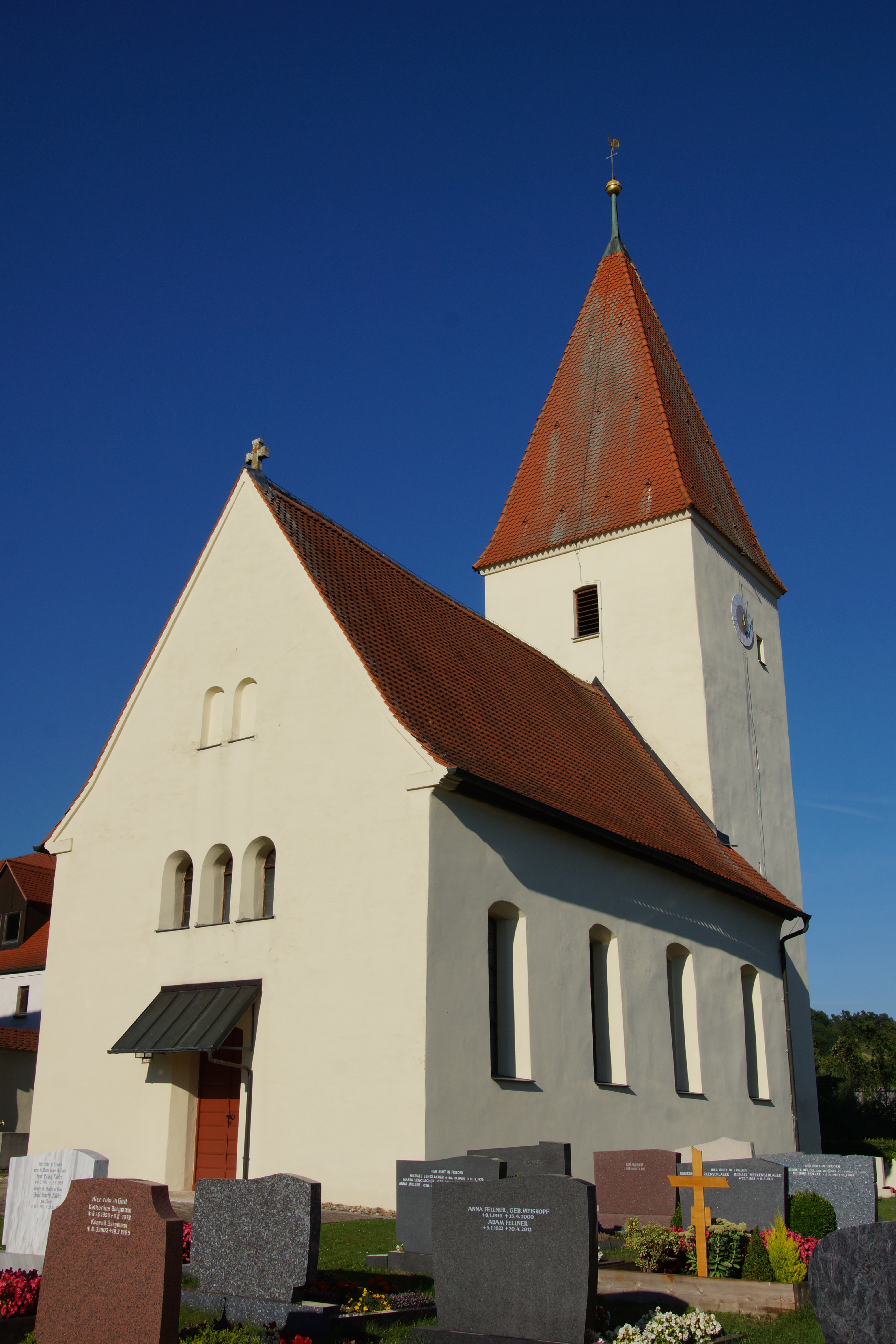
St. Ottilia (Aue)

Die Evangelische Kirche St. Ottilia ist ein denkmalgeschütztes Kirchengebäude, das im Gemeindeteil Aue des Marktes Thalmässing im Landkreis Roth (Mittelfranken, Bayern) steht. Das Bauwerk ist unter der Denkmalnummer D-5-76-148-32 als Baudenkmal in die Bayerische Denkmalliste eingetragen. Die Kirche gehört zur unteren Pfarrei St. Gotthard in Thalmässing im Evangelisch-Lutherischen Dekanat Weißenburg in Bayern im Kirchenkreis Nürnberg der Evangelisch-Lutherischen Kirche in Bayern. Namensgeberin der Kirche ist die Odilia von Köln.  

## Beschreibung
Der mit einem hohen Pyramidendach bedeckte Chorturm der Saalkirche stammt aus dem 14. Jahrhundert. Sein oberstes Geschoss beherbergt die Turmuhr und den Glockenstuhl, in dem zwei Kirchenglocken hängen, die 1727 gegossen wurden. Das mit einem Satteldach bedeckte Langhaus aus vier Jochen wurde nach seiner Zerstörung durch einen Brand 1602 neu gebaut. 
Der Chor, d. h. das Erdgeschoss des Chorturms, ist mit einem Kreuzgratgewölbe überspannt, das Langhaus, das an der Nordseite eine Empore hat, mit einer Flachdecke. Zur Kirchenausstattung gehört ein Flügelaltar mit einer Statue der Madonna mit Kind und zwei flankierenden Heiligen. In der Predella befindet sich ein Relief des Salvator mit sechs Aposteln. Das Kruzifix wurde um 1510 geschaffen, die Kanzel und das Taufbecken am Ende des 17. Jahrhunderts.
Die beiden Glocken wurden 1727 von Nikolaus und Alexander Arnoldt in Dinkelsbühl gegossen.